# Władysław Jagniątkowski
Władysław Jagniątkowski (ur. 7 grudnia 1856 we wsi Michałów, zm. 8 stycznia 1930 w Warszawie) – francuski wojskowy polskiego pochodzenia, autor powieści podróżniczych, kawaler Orderu Virtuti Militari.

## Życiorys
Syn Franciszka (gorzelanego z Michałowa) i Marianny z Lewandowskich. Uczył się w szkole realnej w Łowiczu, a po jej ukończeniu w 1878 wstąpił do armii carskiej. Ukończył wojskową szkołę inżynieryjną w Petersburgu, uzyskując w 1881 awans na podporucznika i otrzymał przydział do jednostki saperskiej. Od 1885 przebywał we Francji. Początkowo pracował jako kreślarz w biurze konstrukcyjnym Gustava Eiffla. 1 lipca 1887 rozpoczął służbę w Legii Cudzoziemskiej. Stacjonował w Tonkinie, Annamie i w Maroku, gdzie zajmował się topografią wojskową w sztabie brygady. Za wykonanie mapy topograficznej Annamu Jagniątkowski został uhonorowany przez władcę tego państwa Orderem Smoka Annamu.

### W armii francuskiej
W 1890 uzyskał obywatelstwo francuskie i w stopniu sierżanta został przeniesiony do francuskiej armii kolonialnej. W 1892 uzyskał awans na podporucznika i otrzymał przydział do 7 pułku piechoty marokańskiej. W latach 1893–1895 brał udział we francuskich ekspedycjach kolonialnych do Senegalu, Dahomeju i na Madagaskar. W 1900, już w stopniu kapitana brał udział w zwalczaniu powstania chińskich bokserów. Za dzielność w walkach o Pekin został wyróżniony Legią Honorową. W 1912 pełnił funkcję dowódcy fortów nadmorskich na francuskiej Riwierze. W tym samym roku przeszedł w stan spoczynku i po długiej przerwie odwiedził strony rodzinne. Po przyjeździe do Polski współpracował ze Związkiem Strzeleckim, pełniąc w nim funkcje instruktora.
Wybuch I wojny światowej zastał go w Zakopanem, skąd powrócił do Francji i do służby wojskowej. Początkowo otrzymał do dowództwa fortu Montrouge, a następnie pracował w sztabie misji francusko-angielskiej na froncie północnym.

### W armii polskiej
W lipcu 1917 trafił do Armii Hallera, a w styczniu 1918 w stopniu podpułkownika objął stanowisko dowódcy III batalionu 1 pułku strzelców polskich. Wraz z tą jednostką wziął udział w bitwach pod Centre-Chaiton i pod Bois de Raquette. 21 kwietnia 1919 Jagniątkowski przyjechał do Warszawy transportem wojskowym. Otrzymał przydział w stopniu pułkownika do 44 pułku piechoty, z którym wziął udział w walkach na Wołyniu. W 1920 brał udział w pracach komisji zajmującej się wytyczaniem granicy polsko-czechosłowackiej. 21 maja 1922 został uhonorowany Orderem Virtuti Militari V klasy. Od 13 stycznia 1922 kierował Wydziałem I w Departamencie V Inżynierów i Saperów w Ministerstwie Spraw Wojskowych. Pod koniec życia wykładał historię wojskowości i wychowania wojskowego w Szkole Podchorążych Inżynierów w Warszawie. Zmarł w styczniu 1930 i został pochowany na Powązkach Wojskowych w Warszawie (kwatera B15-1-11).
Był żonaty (29 sierpnia 1896 poślubił Magdalenę Karpińską).

## Ordery i odznaczenia
- Krzyż Srebrny Orderu Wojskowego Virtuti Militari nr 5607 (1922)[5]
- Krzyż Walecznych
- Legia Honorowa (V kl.)
- Order Błyszczący
- Order Palm Akademickich
- Order Smoka Annamu
- Order Świętego Skarbu

## Publikacje
- 1909: Kartki z podróży po Indo-Chinach
- 1909: Polak w Legii Cudzoziemskiej
- 1912: Na brzegach Senegalu. Z przygód Polaka na obczyźnie
- 1913: W krainie bokserów
- 1914: Ona i Madagaskar, czyli walka z kobietą
- 1924: Mussa. Powieść z życia afrykańskiego
- 1926: W Legii Cudzoziemskiej
- Z podróży po Annamie